# 史村东岳庙
史村东岳庙，位于山西省晋城市泽州县下村镇史村，是一座古建筑，建于元至清。
2013年3月5日，史村东岳庙公布为第七批全国重点文物保护单位，编号7-0823。